# Vernes Selimović
Vernes Selimović (Donji Vakuf, 8 maggio 1983) è un ex calciatore bosniaco, di ruolo attaccante.

## Carriera
In carriera ha giocato 21 partite di qualificazione alle coppe europee, di cui 5 per la Champions League e 16 per l'Europa League.

## Palmarès

### Club

#### Competizioni nazionali
- Campionato bosniaco: 3

Zrinjski Mostar: 2008-2009
Željezničar: 2011-2012, 2012-2013
- Coppa di Bosnia ed Erzegovina: 2

Zrinjski Mostar: 2007-2008
Željezničar: 2011-2012